# Hockey World League 2012-13 (mannen), halve finale
De halve finale van de Hockey World League 2012-13 (mannen) werd gehouden in juni en juli 2013. De zestien deelnemende landen streden in twee toernooien om zeven plaatsen in de finale van de Hockey World League en om zes, mogelijk zeven, plaatsen op het wereldkampioenschap van 2014. Als gastland was India reeds geplaatst voor de finale van de Hockey World League en Nederland voor het wereldkampioenschap.

## Kwalificatie
De acht landen die op de wereldranglijst van januari 2012 op de posities 1 tot en met 8 stonden, waren direct voor deze ronde gekwalificeerd. Zeven landen kwalificeerden zich via de tweede ronde. Gastland Maleisie was ook rechtstreeks geplaatst.
| Data                       | Evenement                                | Locatie                                  | Quota      | Gekwalificeerd                                                                  |
| -------------------------- | ---------------------------------------- | ---------------------------------------- | ---------- | ------------------------------------------------------------------------------- |
|                            | Nummer 1 t/m 8 op de FIH-wereldranglijst | Nummer 1 t/m 8 op de FIH-wereldranglijst | 8          | Australië Duitsland Nederland Engeland Spanje Zuid-Korea Nieuw-Zeeland Pakistan |
| Gastland                   | Gastland                                 | 1                                        | Maleisië 1 |                                                                                 |
| 18–24 februari             | Tweede ronde                             | Indonesië, New Delhi                     | 2          | India Ierland                                                                   |
| 27 februari – 5 maart 2013 | Tweede ronde                             | Brazilië, Rio de Janeiro                 | 2          | Argentinië Zuid-Afrika                                                          |
| 6–12 mei 2013              | Tweede ronde                             | Frankrijk, Saint-Germain-en-Laye         | 1,5 2      | België Frankrijk                                                                |
| 27 mei – 2 juni 2013       | Tweede ronde                             | Rusland, Elektrostal                     | 1,5 2      | Japan                                                                           |
| Total                      | Total                                    | Total                                    | 16         |                                                                                 |

- 1: In eerste instantie zou Duitsland een halve finale organiseren. Dat land gaf de organisatie om financiële reden terug. Maleisië nam de organisator over en was direct geplaatst voor deze ronde.[2]
- 2: Frankrijk was de beste nummer twee en ging ten koste van de nummer twee van de Russische groep door.

## Indeling
De zestien geplaatste landen worden verdeeld in twee groepen, op basis van hun sterkte volgens de actuele wereldranglijst. In groep A streden de landen 1, 4, 5, 8, 9, 12, 13 en 16, in groep B de landen 2, 3, 6, 7, 10, 11, 14 en 15. Land 1 is het land met de hoogste notering op de wereldranglijst, land 2 is het land met de op een na hoogste notering op de wereldranglijst, enz. Indien beide gastlanden Nederland en Maleisië in dezelfde groep zouden komen, verwisselde het laagst geklasseerde gastland met het tegenoverliggende land van groep; land 15 zou met land 16 verwisselen, land 13 met land 14, enz.

## Rotterdam
In Rotterdam, Nederland, werd van 13 tot en met 23 juni 2013 gespeeld. De drie beste landen plaatsten zich voor de finale. Het land dat als vierde eindigde was ook geplaatst tenzij India niet bij de eerste vier zou eindigen en het land dat in het andere toernooi (Maleisie) als vierde was geëindigd hoger op de wereldranglijst zou staan.

### Groepsfase

#### Groep A
| Team      | GS | W | G | V | DV | DT | DS  | P |
| --------- | -- | - | - | - | -- | -- | --- | - |
| België    | 3  | 2 | 1 | 0 | 7  | 2  | +5  | 7 |
| Australië | 3  | 2 | 0 | 1 | 13 | 6  | +7  | 6 |
| Spanje    | 3  | 1 | 1 | 1 | 7  | 8  | −1  | 4 |
| Frankrijk | 3  | 0 | 0 | 3 | 3  | 14 | −11 | 0 |

| 14 juni 2013 09:00                                           |               |                                 |                                                 |
| Spanje                                                       | 4 – 2 (3 – 0) | Frankrijk                       | Scheidsrechters: Roderick Wijsmuller Bruce Bale |
| 18' D. Alegre 20' S. Piera (sc) 22' A. Mir (sc) 52' R. Oliva |               | 51' V. Lockwood 56' H. Genestet | Scheidsrechters: Roderick Wijsmuller Bruce Bale |

| 14 juni 2013 11:00 |               |                                             |                                              |
| Australië          | 1 – 3 (0 – 2) | België                                      | Scheidsrechters: Simon Taylor Fernando Gomez |
| 63' R. Ford        |               | 1' S. Dockier 17' C. Charlier 65' J. Dohmen | Scheidsrechters: Simon Taylor Fernando Gomez |

| 15 juni 2013 11:30          |               |                                                                                      |                                                   |
| Spanje                      | 2 – 5 (0 – 2) | Australië                                                                            | Scheidsrechters: Simon Taylor Roderick Wijsmuller |
| 38' E. Tubau 70' G. Dabanch |               | 12' K. Govers (sc) 34' C. Ciriello (sc) 45' K. Brown 47' R. Ford 50' R. Hammond (sc) | Scheidsrechters: Simon Taylor Roderick Wijsmuller |

| 15 juni 2013 14:00                             |               |           |                                             |
| België                                         | 3 – 0 (1 – 0) | Frankrijk | Scheidsrechters: Satoshi Kondo Kim Hong-Lae |
| 8' L. Luypaert (sc) 51' J. Truyens 70' T. Boon |               |           | Scheidsrechters: Satoshi Kondo Kim Hong-Lae |

| 17 juni 2013 12:30                                                                              |               |                      |                                                    |
| Australië                                                                                       | 7 – 1 (4 – 0) | Frankrijk            | Scheidsrechters: Roderick Wijsmuller Lim Hong Zhen |
| 9' J. Dwyer 14' J. Dwyer 24' J. Dwyer 41' J. Dwyer 43' K. Govers 48' M. Swann (sc) 55' J. Dwyer |               | 32' L. Sevestre (sc) | Scheidsrechters: Roderick Wijsmuller Lim Hong Zhen |

| 17 juni 2013 14:30 |               |               |                                                |
| België             | 1 – 1 (1 – 0) | Spanje        | Scheidsrechters: Deon Nel Germán Montes de Oca |
| 33' T. Boon        |               | 58' D. Alegre | Scheidsrechters: Deon Nel Germán Montes de Oca |

#### Groep B
| Team          | GS | W | G | V | DV | DT | DS  | P |
| ------------- | -- | - | - | - | -- | -- | --- | - |
| Nederland     | 3  | 2 | 1 | 0 | 10 | 3  | +12 | 8 |
| Nieuw-Zeeland | 3  | 1 | 2 | 0 | 10 | 8  | +2  | 5 |
| India         | 3  | 0 | 2 | 1 | 7  | 9  | −2  | 2 |
| Ierland       | 3  | 0 | 1 | 2 | 6  | 13 | −7  | 1 |

| 13 juni 2013 15:30                                                 |               |                                                                    |                                                     |
| India                                                              | 4 – 4 (1 – 2) | Ierland                                                            | Scheidsrechters: German Montes De Oca Satoshi Kondo |
| 21' A. Singh 40' R.P. Singh (sc) 47' Sh. Singh 66' R.P. Singh (sc) |               | 25' A. Sothern 30' P. Gleghorne 57' C. Harte (sc) 64' A. McConnell | Scheidsrechters: German Montes De Oca Satoshi Kondo |

| 13 juni 2013 20:00                       |               |                                                              |                                           |
| Nieuw-Zeeland                            | 3 – 3 (2 – 1) | Nederland                                                    | Scheidsrechters: Tim Pullman Kim Hong-Lae |
| 20' H. Inglis 32' H. Inglis 46' J. Smith |               | 19' J. Hertzberger (sb) 55' J. Hertzberger (sc) 57' V. Verga | Scheidsrechters: Tim Pullman Kim Hong-Lae |

| 15 juni 2013 09:30                                                |               |                            |                                                     |
| Nieuw-Zeeland                                                     | 4 – 2 (1 – 1) | Ierland                    | Scheidsrechters: German Montes De Oca Lim Hong Zhen |
| 23' P. Burrows 47' N. Haig (sc) 54' B. Hilton 65' A. Hayward (sc) |               | 18' A. Sothern 48' M. Watt | Scheidsrechters: German Montes De Oca Lim Hong Zhen |

| 15 juni 2013 16:30                   |               |       |                                       |
| Nederland                            | 2 – 0 (2 – 0) | India | Scheidsrechters: Deon Nel Tim Pullman |
| 2' B. Bakker 18' J. Hertzberger (sb) |               |       | Scheidsrechters: Deon Nel Tim Pullman |

| 17 juni 2013 17:00                                               |               |                                          |                                             |
| India                                                            | 3 – 3 (0 – 1) | Nieuw-Zeeland                            | Scheidsrechters: Tim Pullman Fernando Gómez |
| 46' M. Singh 47' R. Vokkaliga Ramachandra (sc) 53' K. Khadangbam |               | 6' M. Child 51' S. Jenness 66' B. Hilton | Scheidsrechters: Tim Pullman Fernando Gómez |

| 17 juni 2013 20:00                                                                    |               |         |                                          |
| Nederland                                                                             | 5 – 0 (2 – 0) | Ierland | Scheidsrechters: Kim Hong-Lae Bruce Bale |
| 12' R. Hofman 26' C. Jonker 57' J. Hertzberger 59' R. Hofman 70+' J. Hertzberger (sc) |               |         | Scheidsrechters: Kim Hong-Lae Bruce Bale |

### Kwartfinale
| 19 juni 2013 12:30                                                                        |               |                                                        |                                                    |
| België                                                                                    | 6 – 3 (2 – 1) | Ierland                                                | Scheidsrechters: Satoshi Kondo Roderick Wijsmuller |
| 8' L. Luypaert (sc) 10' T. Briels 39' (eg) 50' S. Dockier 54' T. Boon 59' S. Dockier (sc) |               | 33' C. Cargo (sc) 42' J. Jackson (sc) 57' P. Gleghorne | Scheidsrechters: Satoshi Kondo Roderick Wijsmuller |

| 19 juni 2013 14:30 |               |        |                                          |
| Nieuw-Zeeland      | 1 – 0 (1 – 0) | Spanje | Scheidsrechters: Deon Nel Fernando Gómez |
| 15' H. Inglis      |               |        | Scheidsrechters: Deon Nel Fernando Gómez |

| 19 juni 2013 17:00                                                      |               |                 |                                                    |
| Australië                                                               | 5 – 1 (4 – 1) | India           | Scheidsrechters: Simon Taylor German Montes De Oca |
| 2' G. Simpson (sc) 20' M. Gohdes 21' (eg) 22' R. Ford 39' M. Swann (sc) |               | 21' C. Kangujam | Scheidsrechters: Simon Taylor German Montes De Oca |

| 19 juni 2013 20:00 |               |                                                                   |                                           |
| Nederland | 8 – 4 (3 – 2) | Frankrijk                                                         | Scheidsrechters: Lim Hong Zhen Bruce Bale |
| 3' J. Hertzberger (sb) 7' C. Jonker 34' J. Hertzberger (sc) 36' V. Verga 53' J. Hertzberger 64' R. Hofman (sc) 67' R. Kemperman 70' Q. Caspers |               | 21' M. Durchon (sc) 24' V. Lockwood (sc) 62' M. Genestet 68' (eg) | Scheidsrechters: Lim Hong Zhen Bruce Bale |

### Om de plaatsen 5 t/m 8
| 21 juni 2013 12:30 |         |        |                                                         |
| Ierland            | 0 – 1   | Spanje | Scheidsrechters: Fernando Gómez (ARG) Tim Pullman (AUS) |
|                    | verslag |        | Scheidsrechters: Fernando Gómez (ARG) Tim Pullman (AUS) |

| 21 juni 2013 14:30                                                       |         |                         |                                                          |
| India                                                                    | 6 – 2   | Frankrijk               | Scheidsrechters: Lim Hong Zhen (SIN) Satoshi Kondo (JPN) |
| A. Singh FG' Raghunath sc' Sunil FG' Sar. Singh FG' Mand. Singh 56', 69' | verslag | Genestet FG' Deront 70' | Scheidsrechters: Lim Hong Zhen (SIN) Satoshi Kondo (JPN) |

### Halve finale
| 21 juni 2013 17:00                        |               |                                   |                                                |
| België                                    | 3 – 2 (2 – 1) | Nieuw-Zeeland                     | Scheidsrechters: Deon Nel German Montes De Oca |
| 5' T. Briels 28' T. Boon (sc) 38' T. Boon |               | 18' B. Hilton 56' A. Hayward (sc) | Scheidsrechters: Deon Nel German Montes De Oca |

| 21 juni 2013 20:00                                                     |               |                                                          |                                            |
| Australië                                                              | 4 – 3 (2 – 1) | Nederland                                                | Scheidsrechters: Simon Taylor Kim Hong-Lae |
| 17' C. Ciriello (sc) 25' M. Gohdes 42' R. Ford (sc) 56' K. Govers (sc) |               | 22' J. Hertzberger (sc) 38' B. Bakker 58' R. Hofman (sc) | Scheidsrechters: Simon Taylor Kim Hong-Lae |

### Om de 7e/8e plaats
| 22 juni 2013 19:30 |         |           |                                                       |
| Ierland            | 6 – 4   | Frankrijk | Scheidsrechters: Bruce Bale (ENG) Satoshi Kondo (JPN) |
|                    | verslag |           | Scheidsrechters: Bruce Bale (ENG) Satoshi Kondo (JPN) |

### Om de 5e/6e plaats
| 23 juni 2013 10:00 |         |       |                                                                 |
| Spanje             | 2 – 2   | India | Scheidsrechters: Roderick Wijsmuller (NED) Fernando Gómez (ARG) |
|                    | verslag |       | Scheidsrechters: Roderick Wijsmuller (NED) Fernando Gómez (ARG) |
| Shoot-out          |         |       | Scheidsrechters: Roderick Wijsmuller (NED) Fernando Gómez (ARG) |
|                    | 4 – 2   |       | Scheidsrechters: Roderick Wijsmuller (NED) Fernando Gómez (ARG) |

### Om de 3e/4e plaats
| 23 juni 2013 12:00 |       |                                                                       |                                           |
| Nieuw-Zeeland      | 1 – 4 | Nederland                                                             | Scheidsrechters: Tim Pullman Kim Hong-Lae |
| 13' P. Burrows     |       | 18' J. Hertzberger 39' J. Hertzberger (sc) 53' V. Verga 69' J. Galema | Scheidsrechters: Tim Pullman Kim Hong-Lae |

### Finale
| 23 juni 2013 16:30         |       |                                  |                                        |
| België                     | 2 – 2 | Australië                        | Scheidsrechters: Simon Taylor Deon Nel |
| 49' T. Boon 59' S. Dockier |       | 21' C. Ciriello (sc) 70' R. Ford | Scheidsrechters: Simon Taylor Deon Nel |
| Shoot-out                  |       |                                  | Scheidsrechters: Simon Taylor Deon Nel |
|                            | 7 - 6 |                                  | Scheidsrechters: Simon Taylor Deon Nel |

## Johor Bahru
In Johor Bahru, Maleisie, werd van 29 juni tot en met 7 juli gespeeld.  De drie beste landen plaatsten zich voor de finale. Het land dat als vierde eindigde was ook geplaatst tenzij in het andere toernooi India niet bij de eerste vier zou eindigen en het land dat daar als vierde eindigde hoger op de wereldranglijst zou staan.

### Groepsfase

#### Groep A
| Team       | GS | W | G | V | DV | DT | DS | Ptn |
| ---------- | -- | - | - | - | -- | -- | -- | --- |
| Argentinië | 3  | 2 | 1 | 0 | 11 | 2  | +9 | 7   |
| Duitsland  | 3  | 2 | 1 | 0 | 9  | 2  | +7 | 7   |
| Japan      | 3  | 0 | 1 | 2 | 5  | 13 | −8 | 1   |
| Zuid-Korea | 3  | 0 | 1 | 2 | 3  | 11 | −8 | 1   |

| 29 juni 2013 15:00 |         |             |                                                        |
| Duitsland          | 1 – 1   | Argentinië  | Scheidsrechters: Raghu Prasad (IND) Paco Vázquez (ESP) |
| Zeller sc'         | verslag | Peillat sc' | Scheidsrechters: Raghu Prasad (IND) Paco Vázquez (ESP) |

| 29 juni 2013 17:00                                     |         |                                          |                                                     |
| Zuid-Korea                                             | 3 – 3   | Japan                                    | Scheidsrechters: Eric Koh (MAS) Ayden Shrives (RSA) |
| Kin Seong-Kyu sc' Lee Nam-Yong FG' Kang Moon-Kweon FG' | verslag | Kawakami FG' Tachibana 57' Yoshihara 61' | Scheidsrechters: Eric Koh (MAS) Ayden Shrives (RSA) |

| 30 juni 2013 15:00                                                                |         |              |                                                      |
| Argentinië                                                                        | 7 – 1   | Japan        | Scheidsrechters: Eric Koh (MAS) Coen Van Bunge (NED) |
| Callioni 20', FG' Paredes FG' Peillat sc' Vila FG' Schickendantz sc' Mazzilli 65' | verslag | Nagasawa sc' | Scheidsrechters: Eric Koh (MAS) Coen Van Bunge (NED) |

| 30 juni 2013 17:00 |         |                                         |                                                        |
| Zuid-Korea         | 0 – 5   | Duitsland                               | Scheidsrechters: Adam Kearns (AUS) Ayden Shrives (RSA) |
|                    | verslag | OG' Fürste sc' Zeller sc' Rühr 67', 70' | Scheidsrechters: Adam Kearns (AUS) Ayden Shrives (RSA) |

| 2 juli 2013 15:00        |         |              |                                                            |
| Duitsland                | 3 – 1   | Japan        | Scheidsrechters: Francesco Parisi (ITA) Raghu Prasad (IND) |
| OG' Fuchs FG' Zeller 61' | verslag | Kayukawa sb' | Scheidsrechters: Francesco Parisi (ITA) Raghu Prasad (IND) |

| 2 juli 2013 17:00                    |         |            |                                                     |
| Argentinië                           | 3 – 0   | Zuid-Korea | Scheidsrechters: Hamish Jamson (ENG) Eric Koh (MAS) |
| Callioni 55' Paredes 57' Peillat sc' | verslag |            | Scheidsrechters: Hamish Jamson (ENG) Eric Koh (MAS) |

#### Groep B
| Team        | GS | W | G | V | DV | DT | DS | Ptn |
| ----------- | -- | - | - | - | -- | -- | -- | --- |
| Pakistan    | 3  | 1 | 2 | 0 | 12 | 8  | +4 | 5   |
| Engeland    | 3  | 1 | 2 | 0 | 7  | 6  | +1 | 5   |
| Maleisië    | 3  | 1 | 1 | 1 | 11 | 10 | +1 | 4   |
| Zuid-Afrika | 3  | 0 | 1 | 2 | 9  | 15 | −6 | 1   |

| 29 juni 2013 19:00                              |         |                                     |                                                           |
| Pakistan                                        | 4 – 4   | Maleisië                            | Scheidsrechters: Adam Kearns (AUS) Francesco Parisi (ITA) |
| Haseem Khan sc' Tousiq sc' Abbasi sb' Imran sc' | verslag | Razie 3', sc' Marhan sc' Tengku FG' | Scheidsrechters: Adam Kearns (AUS) Francesco Parisi (ITA) |

| 29 juni 2013 21:00       |         |                            |                                                          |
| Engeland                 | 3 – 3   | Zuid-Afrika                | Scheidsrechters: Diego Barbas (ARG) Coen Van Bunge (NED) |
| OG' Arnold 56' Smith sc' | verslag | Hykes 6', FG' Drummond sc' | Scheidsrechters: Diego Barbas (ARG) Coen Van Bunge (NED) |

| 30 juni 2013 19:00        |         |                       |                                                            |
| Pakistan                  | 2 – 2   | Engeland              | Scheidsrechters: Christian Blasch (GER) Paco Vázquez (ESP) |
| Imran sc' Haseem Khan sc' | verslag | Willars FG' Dixon sc' | Scheidsrechters: Christian Blasch (GER) Paco Vázquez (ESP) |

| 30 juni 2013 21:00                                 |         |                                                    |                                                         |
| Zuid-Afrika                                        | 4 – 6   | Maleisië                                           | Scheidsrechters: Diego Barbas (ARG) Hamish Jamson (ENG) |
| Eustice sc' W. Paton FG' da Graca 56' Drummond 69' | verslag | Faizal 4', FG' Razie 15', sc' Fitri 58' Marhan 63' | Scheidsrechters: Diego Barbas (ARG) Hamish Jamson (ENG) |

| 2 juli 2013 19:00       |         |            |                                                        |
| Engeland                | 2 – 1   | Maleisië   | Scheidsrechters: Adam Kearns (AUS) Ayden Shrives (RSA) |
| Smith sc' Middleton 57' | verslag | Tengku sc' | Scheidsrechters: Adam Kearns (AUS) Ayden Shrives (RSA) |

| 2 juli 2013 21:00      |         |                                                            |                                                              |
| Zuid-Afrika            | 2 – 6   | Pakistan                                                   | Scheidsrechters: Christian Blasch (GER) Coen Van Bunge (NED) |
| W. Paton sc' Haley 69' | verslag | Zubair FG' Rasool sc' Haseem Khan 27', 41', 60' Abbasi 63' | Scheidsrechters: Christian Blasch (GER) Coen Van Bunge (NED) |

### Kwartfinale
| 4 juli 2013 14:45                       |               |             |                                                  |
| Argentinië                              | 2 – 0 (1 – 0) | Zuid-Afrika | Scheidsrechters: Francesco Parisi Coen van Bunge |
| 27' G. Peillat (sc) 40' G. Peillat (sc) |               |             | Scheidsrechters: Francesco Parisi Coen van Bunge |

| 4 juli 2013 17:00                                                                   |               |       |                                                |
| Engeland                                                                            | 5 – 0 (2 – 0) | Japan | Scheidsrechters: Diego Barbas Christian Blasch |
| 20' M. Gleghorne 23' B. Middleton (sc) 44' H. Martin 48' S. Mantell 56' D. Fox (sc) |               |       | Scheidsrechters: Diego Barbas Christian Blasch |

| 4 juli 2013 19:15                            |               |                                             |                                             |
| Pakistan                                     | 3 – 4 (2 – 1) | Zuid-Korea                                  | Scheidsrechters: Hamish Jamson Paco Vazquez |
| 5' M. Waqas 16' M. Tousiq 43' S. Abbasi (sb) |               | 30' Kang 39' Kang (sc) 48' Nam (sc) 49' Kim | Scheidsrechters: Hamish Jamson Paco Vazquez |

| 4 juli 2013 21:30                                                                                |               |          |                                            |
| Duitsland                                                                                        | 6 – 0 (6 – 0) | Maleisië | Scheidsrechters: Adam Kearns Ayden Shrives |
| 4' C. Zeller (sc) 8' L. Butt (sc) 8' M. Polk 13' C. Zeller (sc) 16' M. Fürste 18' T. Stralkowski |               |          | Scheidsrechters: Adam Kearns Ayden Shrives |

### Om de plaatsen 5 t/m 8
| 6 juli 2013 14:45      |         |                   |                                                       |
| Zuid-Afrika            | 2 – 2   | Japan             | Scheidsrechters: Diego Barbas (ARG) Adam Kearns (AUS) |
| Haley sc' W. Paton sc' | verslag | Yamashita sc' OG' | Scheidsrechters: Diego Barbas (ARG) Adam Kearns (AUS) |
| Shoot-out              |         |                   | Scheidsrechters: Diego Barbas (ARG) Adam Kearns (AUS) |
|                        | 0 – 1   |                   | Scheidsrechters: Diego Barbas (ARG) Adam Kearns (AUS) |

| 6 juli 2013 17:00        |         |            |                                                             |
| Maleisië                 | 3 – 1   | Pakistan   | Scheidsrechters: Christian Blasch (GER) Hamish Jamson (ENG) |
| Razie sc' OG' Tengku FG' | verslag | Rasool FG' | Scheidsrechters: Christian Blasch (GER) Hamish Jamson (ENG) |

### Halve finale
| 6 juli 2013 19:15                                |               |                     |                                          |
| Argentinië                                       | 3 – 1 (3 – 0) | Engeland            | Scheidsrechters: Eric Koh Coen van Bunge |
| 3' F. Callioni 7' J. Garreta 11' G. Peillat (sc) |               | 49' N. Caitlin (sc) | Scheidsrechters: Eric Koh Coen van Bunge |

| 6 juli 2013 21:30                                  |               |            |                                             |
| Duitsland                                          | 3 – 1 (1 – 0) | Zuid-Korea | Scheidsrechters: Ayden Shrives Paco Vazquez |
| 14' C. Zeller (sc) 65' L. Butt (sc) 70' M. Zwicker |               | 60' Lee    | Scheidsrechters: Ayden Shrives Paco Vazquez |

### Om de 7e/8e plaats
| 7 juli 2013 14:45 |         |          |                                                    |
| Zuid-Afrika       | 2 – 6   | Pakistan | Scheidsrechters: Diego Barbas (ARG) Eric Koh (MAS) |
|                   | verslag |          | Scheidsrechters: Diego Barbas (ARG) Eric Koh (MAS) |

### Om de 5e/6e plaats
| 7 juli 2013 17:00 |         |          |                                                             |
| Japan             | 1 – 1   | Maleisië | Scheidsrechters: Christian Blasch (GER) Hamish Jamson (ENG) |
|                   | verslag |          | Scheidsrechters: Christian Blasch (GER) Hamish Jamson (ENG) |
| Shoot-out         |         |          | Scheidsrechters: Christian Blasch (GER) Hamish Jamson (ENG) |
|                   | 3 – 4   |          | Scheidsrechters: Christian Blasch (GER) Hamish Jamson (ENG) |

### Om de 3e/4e plaats
| 7 juli 2013 19:15               |               |              |                                            |
| Engeland                        | 2 – 1 (1 – 0) | Zuid-Korea   | Scheidsrechters: Adam Kearns Ayden Shrives |
| 12' B. Arnold 59' H. Martin(sc) |               | 51' Kim (sc) | Scheidsrechters: Adam Kearns Ayden Shrives |

### Finale
| 7 juli 2013 21:30                  |               |                                                       |                                              |
| Argentinië                         | 2 – 4 (2 – 2) | Duitsland                                             | Scheidsrechters: Coen van Bunge Paco Vazquez |
| 26' G. Peillat (sc) 35' M. Paredes |               | 22' C. Zeller 32' F. Fuchs 67' F. Fuchs 70' C. Wesley | Scheidsrechters: Coen van Bunge Paco Vazquez |

## Eindstand en WK-kwalificatie
Voor het wereldkampioenschap plaatsten zich het gastland, de vijf continentale kampioenen en de zes beste, nog niet gekwalificeerde landen van deze halve finale van Hockey World League. In de onderstaande tabel wordt van beide halve finaletoernooien de eindstand gegeven en welke landen zich op basis waarvan plaatsen voor het WK. Nieuw-Zeeland plaatste zich als laatste ten koste van Zuid-Korea voor de finale van de World Hockey League vanwege de betere positie op de wereldranglijst (6e versus 8e) die werd opgemaakt direct na afloop van de halve finales. Om diezelfde reden greep India ten koste van Japan het laatste ticket voor het wereldkampioenschap.
| Rang | Rotterdam       | Johor Bahru  |
| ---- | --------------- | ------------ |
| 1    | België *        | Duitsland *  |
| 2    | Australië *     | Argentinië * |
| 3    | Nederland *     | Engeland *   |
| 4    | Nieuw-Zeeland * | Zuid-Korea   |
| 5    | Spanje          | Maleisië     |
| 6    | India *         | Japan        |
| 7    | Ierland         | Pakistan     |
| 8    | Frankrijk       | Zuid-Afrika  |

* Gekwalificeerd voor de finale van de World Hockey League
Gekwalificeerd voor het wereldkampioenschap:
    als gastland
    als continentaal kampioen
    via de Hockey World League